# Miha Ličef
Miha Ličef, slovenski smučarski tekač, * 14. januar 1997.
Ličef je za Slovenijo nastopil na zimskih olimpijskih igrah leta 2022 v Pekingu, kjer je dosegel 14. mesto v štafeti 4 × 10 km, 55. mesto na 15 km, 56. mesto na 30 km in 65. v šprintu. V svetovnem pokalu je debitiral 16. januarja 2016 na tekmi v Planici s 76. mestom. 21. januarja 2018 je s 62. mestom na tekmi na 15 km na istem prizorišču prvič osvojil točke svetovnega pokala.